# Lijst van afleveringen van The Originals
Dit is een lijst van afleveringen van de Amerikaanse televisieserie The Originals. De serie telt in totaal 5 seizoenen.

## Overzicht
| Seizoen         | Aantal afleveringen | Uitgezonden    | Uitgezonden   |
| Seizoen         | Aantal afleveringen | Begin          | Einde         |
| --------------- | ------------------- | -------------- | ------------- |
| Pilotaflevering | 1                   | 25 april 2013  | 25 april 2013 |
| 1               | 22                  | 3 oktober 2013 | 13 mei 2014   |
| 2               | 22                  | 6 oktober 2014 | 11 mei 2015   |

## Afleveringen

### Pilotaflevering
| Nr. | Aflevering | Titel         | Regisseur     | Schrijver(s) | Uitzenddatum  |  |
| --- | ---------- | ------------- | ------------- | ------------ | ------------- |  |
| 0   | 0          | The Originals | Chris Grismer | Julie Plec   | 25 april 2013 |  |

### Seizoen 1 (2013-2014)
| Nr. | Aflevering | Titel                        | Regisseur           | Schrijver(s)                             | Uitzenddatum     |  |
| --- | ---------- | ---------------------------- | ------------------- | ---------------------------------------- | ---------------- |  |
| 1   | 1          | Always and Forever           | Chris Grismer       | Julie Plec & Michael Narducci            | 3 oktober 2013   |  |
| 2   | 2          | House of the Rising Son      | Brad Turner         | Diane Ademu-John & Declan de Barra       | 8 oktober 2013   |  |
| 3   | 3          | Tangled Up In Blue           | Chris Grismer       | Bart Nickerson & Ashley Lyle             | 15 oktober 2013  |  |
| 4   | 4          | Girl in New Orleans          | Jesse Warn          | Michelle Paradise & Michael Narducci     | 22 oktober 2013  |  |
| 5   | 5          | Sinners and Saints           | Chris Grismer       | Julie Plec & Marguerite MacIntyre        | 29 oktober 2013  |  |
| 6   | 6          | Fruit of the Poisoned Tree   | Michael A. Allowitz | Diane Ademu-John and Charlie Charbonneau | 5 november 2013  |  |
| 7   | 7          | Bloodletting                 | Jeffrey Hunt        | Michael Russo & Michael Narducci         | 12 november 2013 |  |
| 8   | 8          | The River in Reverse         | Jesse Warn          | Julie Plec & Declan de Barra             | 26 november 2013 |  |
| 9   | 9          | Reigning Pain in New Orleans | Joshua Butler       | Ashley Lyle & Bart Nickerson             | 3 december 2013  |  |
| 10  | 10         | The Casket Girls             | Jesse Warn          | Charlie Charbonneau & Michelle Paradise  | 14 januari 2014  |  |
| 11  | 11         | Après Moi, Le Déluge         | Leslie Libman       | Marguerite MacIntyre & Diane Ademu-John  | 21 januari 2014  |  |
| 12  | 12         | Dance Back from the Grave    | Rob Hardy           | Michael Narducci & Michael Russo         | 28 januari 2014  |  |
| 13  | 13         | Crescent City                | Chris Grismer       | Julie Plec & Michael Narducci            | 4 februari 2014  |  |
| 14  | 14         | Long Way Back From Hell      | Matt Hastings       | Ashley Lyle & Bart Nickerson             | 25 februari 2014 |  |
| 15  | 15         | Le Grand Guignol             | Chris Grismer       | Declan de Barra & Diane Ademu-John       | 4 maart 2014     |  |
| 16  | 16         | Farewell to Storyville       | Jesse Warn          | Michael Narducci                         | 11 maart 2014    |  |
| 17  | 17         | Moon Over Bourbon Street     | Michael Robinson    | Michelle Paradise & Christopher Hollier  | 18 maart 2014    |  |
| 18  | 18         | The Big Uneasy               | Leslie Libman       | Marguerite MacIntyre & Michael Russo     | 15 april 2014    |  |
| 19  | 19         | An Unblinking Death          | Kellie Cyrus        | Ashley Lyle & Bart Nickerson             | 22 april 2014    |  |
| 20  | 20         | A Closer Walk With Thee      | Sylvain White       | Carina MacKenzie & Julie Plec            | 29 april 2014    |  |
| 21  | 21         | The Battle of New Orleans    | Jeffrey Hunt        | Michael Narducci & Charlie Charbonneau   | 6 mei 2014       |  |
| 22  | 22         | From a Cradle to a Grave     | Matt Hastings       | Diane Ademu-John                         | 13 mei 2014      |  |

### Seizoen 2 (2014-2015)
| Nr. | Aflevering | Titel                         | Regisseur           | Schrijver(s)                             | Uitzenddatum     |  |
| --- | ---------- | ----------------------------- | ------------------- | ---------------------------------------- | ---------------- |  |
| 23  | 1          | Rebirth                       | Jeffrey Hunt        | Marguerite MacIntyre                     | 6 oktober 2014   |  |
| 24  | 2          | Alive and Kicking             | Jeffrey Hunt        | Michelle Paradise & Michael Narducci     | 13 oktober 2014  |  |
| 25  | 3          | Every Mother's Son            | Dermott Downs       | Christopher Hollier                      | 20 oktober 2014  |  |
| 26  | 4          | Live and Let Die              | Jeffrey Hunt        | Ashley Lyle & Bart Nickerson             | 27 oktober 2014  |  |
| 27  | 5          | Red Door                      | Michael Robison     | Declan de Barra & Diane Ademu-John       | 3 november 2014  |  |
| 28  | 6          | The Wheel Inside the Wheel    | Matt Hastings       | Michael Russo & Michael Narducci         | 10 november 2014 |  |
| 29  | 7          | Chasing the Devil’s Tail      | Jesse Warn          | Carina MacKenzie & Christopher Hollier   | 17 november 2014 |  |
| 30  | 8          | The Brothers That Care Forgot | Michael A. Allowitz | Charlie Charbonneau & Michelle Paradise  | 24 november 2014 |  |
| 31  | 9          | The Map of Moments            | Leslie Libman       | Marguerite MacIntyre & Julie Plec        | 8 december 2014  |  |
| 32  | 10         | Gonna Set Your Flag On Fire   | Rob Hardy           | Ashley Lyle & Bart Nickerson             | 19 januari 2015  |  |
| 33  | 11         | Brotherhood of the Damned     | Sylvain White       | Diane Ademu-John & Kyle Arrington        | 26 januari 2015  |  |
| 34  | 12         | Sanctuary                     | Matt Hastings       | Declan de Barra & Michael Narducci       | 2 februari 2015  |  |
| 35  | 13         | The Devil is Damned           | Lance Anderson      | Christopher Hollier & Julie Plec         | 9 februari 2015  |  |
| 36  | 14         | I Love You Goodbye            | Matt Hastings       | Carina Adly MacKenzie & Michael Narducci | 16 februari 2015 |  |
| 37  | 15         | They All Asked For You        | NNB                 | NNB                                      | 9 maart 2015     |  |
| 38  | 16         | Save My Soul                  | Kellie Cyrus        | Michael Russo                            | 16 maart 2015    |  |
| 39  | 17         | Exquisite Corpse              | Declan de Barra     | Diane Ademu-John                         | 6 april 2015     |  |
| 40  | 18         | Night Has A Thousand Eyes     | Jesse Warn          | Ashley Lyle & Bart Nickerson             | 13 april 2015    |  |
| 41  | 19         | When the Levee Breaks         | NNB                 | NNB                                      | 20 april 2015    |  |
| 42  | 20         | City Beneath The Sea          | NNB                 | NNB                                      | 27 april 2015    |  |
| 43  | 21         | Fire with Fire                | NNB                 | NNB                                      | 4 mei 2015       |  |
| 44  | 22         | Ashes to Ashes                | NNB                 | Diane Ademu-John & Christopher Hollier   | 11 mei 2015      |  |